# Die unschuldigen Zauberer
Die unschuldigen Zauberer ist ein polnischer Spielfilm von Andrzej Wajda aus dem Jahre 1960.

## Handlung
Der Film spielt 1960 in Warschau. Bazyl ist ein junger Arzt und Jazzschlagzeuger. Er lebt spartanisch in einer Einzimmerwohnung und träumt von besseren Zeiten. Der individualistische junge Mann färbt sich seine Haare blond, ist beliebt bei den Mädchen, jedoch bindungsunfähig. Die jungen Frauen langweilen ihn zu schnell. Seine Arbeit als Sportarzt eines staatlichen Boxvereins langweilt ihn ebenso und fordert ihn nicht heraus. Abends tritt er mit seiner Jazzband auf und hängt anschließend in Kneipen herum. Sein Freund Edmund begleitet ihn dabei.
Edmund hätte gern den Erfolg bei Frauen, den Bazyl hat, aber nicht nutzt. In einer Jazzkneipe sieht Edmund ein junges Mädchen und überredet Bazyl, ihm dabei zu helfen, die junge Frau, die in männlicher Begleitung ist, kennenzulernen. Edmund fährt mit seinem Taxi vor die Kneipe, als das Paar das Lokal verlässt. Der junge Mann steigt ein, Edmund fährt los und lässt dem Mädchen keine Chance, ebenfalls einzusteigen. Sie bleibt mit Bazyl auf der Straße zurück. Bazyls Plan war, mit ihr zurück in das Lokal zu gehen und zu sagen, dass Edmund nochmal kommen würde. Die junge Frau lässt sich jedoch nicht überreden.
Bazyl begleitet sie zum Bahnhof. Sie wohnt außerhalb Warschaus, lässt jedoch den letzten Zug abfahren und verbringt die Nacht gemeinsam mit Bazyl. Die Nacht ist geprägt von intellektuellen, ironischen Unterhaltungen und zärtlichen Annäherungen. Als der Morgen graut, hat sich Bazyl in das unbekannte Mädchen verliebt. Er verlässt allerdings seine Wohnung, von den Freunden aus der Jazzband animiert. Als er zurückkehrt, ist das Mädchen verschwunden.
Bazyl macht sich auf die Suche quer durch Warschau, kann sie jedoch nicht wiederfinden. Er kennt nur ihren erfundenen Namen „Pelagia“ und weiß nicht einmal, in welchem Vorort von Warschau sie lebt. Enttäuscht kehrt er nach Hause zurück und findet Pelagia, die inzwischen den Tee zum Frühstück vorbereitet hat. Er versucht, sich nichts von seiner Verliebtheit anmerken zu lassen. Als Pelagia seine Wohnung verlässt, hindert er sie nicht daran. Im Treppenhaus macht sie jedoch kehrt.

## Hintergrund
Der Film zeigt eine neue Generation im kommunistischen Polen, die noch geprägt von den Kriegserlebnissen und jugendlichem Hunger nach Freiheit ihren Platz in der neuen Gesellschaft nicht finden kann. Im Jazz finden sie eine Ausdrucksform für ihre Sehnsüchte. Der Jazzpianist und Komponist Krzysztof Komeda, der die Filmmusik besorgte und später Weltruhm durch seine Musik zu Rosemaries Baby erlangte, war ebenfalls wie die Hauptfigur Bazyl Arzt und kam während des Medizinstudiums zum Jazz. In einer kleinen Rolle als Bassist der Jazzband ist der Regisseur von Rosemaries Baby, Roman Polański zu sehen, sowie Krzysztof Komeda als er selbst.
Der Film erlebte seine Uraufführung am 17. Dezember 1960 in Warschau. In deutschen Kinos wurde er am 20. April 1963 im Filmtheater des Staatlichen Filmarchivs der DDR Camera in der Friedrichstraße, Berlin-Mitte und mindestens 1965 im BALI Berlin-Zehlendorf  gezeigt. Der Film erlebte seine Fernseh-Premiere in Deutschland bereits 1963 im westdeutschen Fernsehen, im 2. Programm des Fernsehens der DDR wurde er am 17. Dezember 1973 gesendet. Am 6. August 1992 lief der Film in 3sat. Die Berlinale zeigte 2002 eine restaurierte Kopie innerhalb einer Retrospektive über das junge europäische Kino der 1960er Jahre.
In der DDR wurde der Film in allen Medien unter dem Titel Unschuldige Zauberer angekündigt.

## Kritiken
„Eine sensibel nachgezeichnete, darstellerisch und inszenatorisch bemerkenswerte Liebesgeschichte, die weit über Melancholie und Pessimismus hinausführt. Der Aufbruch einer jungen Generation zu einer neuen gesellschaftlichen Ordnung wird zwar nur indirekt thematisiert, aber deutlich führt der Film vor Augen, daß das Vakuum zwischen ‚Gestern und Morgen‘ nicht mit dem Katzenjammer der Ratlosigkeit zu füllen ist.“